# Jeroen van Noordwijk
Jeroen van Noordwijk (ook Jeron, Iero, Jero of Hiëron) (eind 8e eeuw – Noordwijk, 17 augustus 856) was een (rooms-katholieke) priester en missionaris uit Schotland. Als missionaris heeft hij gewerkt in de omgeving van het huidige Noordwijk. 

## Biografie
Jeroen van Noordwijk wordt niet genoemd in contemporaine documenten. Wat er over hem bekend is stamt uit religieuze literatuur die pas enkele eeuwen na zijn dood werd geschreven, waardoor de betrouwbaarheid van zijn levensverhaal gering is.
Jeroen van Noordwijk zou geboren zijn als zoon van christelijke edelen. Vanaf zijn geboorte was hij anders dan de meeste kinderen, wat duidelijker werd naarmate hij ouder werd. In plaats van buiten te spelen met andere kinderen, ging Jeroen naar de kerk om te bidden en te mediteren. Op zijn twaalfde vertelde hij zijn ouders dat hij wilde intreden in het klooster. Dit was tegen de zin van zijn ouders, omdat hij als enige zoon stamhouder en erfgenaam was, ook van het landgoed. De jonge Jeroen bleef bij zijn wens, waarna zijn ouders met grote tegenzin hun toestemming gaven.
Jeroen werd tot priester gewijd. Hij werd als missionaris naar de Lage Landen gezonden, om het evangelie te verspreiden. Door bisschop Hunger van Utrecht werd hij naar Northgo, het huidige Noordwijk, gezonden. Jeroen zou daar in 851 het eerste kerkje hebben gesticht, gewijd aan Sint-Maarten.
In 856 landden de Vikingen op het strand van Noordwijk. Ze namen een groot deel van de bevolking gevangen. Ook werden de mensen gedwongen de oude goden opnieuw te vereren. Jeroen weigerde te offeren aan de goden, waarna hij werd onthoofd. Nadat de Vikingen wegtrokken, is zijn lichaam begraven in de duinen bij Noordwijk.

## Attributen
Jeroen wordt afgebeeld als een priester met hostie, kelk en kazuifel. Ook het zwaard waarmee hij onthoofd werd en een valk die als teken van zijn afkomst gebruikt wordt, komen op afbeeldingen voor. Een enkele keer is onder zijn toga een wapenuitrusting te zien.

## Verering
Jeroen wordt, net zoals Antonius van Padua, aangeroepen om verloren dingen terug te vinden. Dat houdt verband met de legende van Northbodo. In de 10e eeuw wist niemand meer waar Jeroen was begraven. Een jongen uit de buurt van Noordwijk, Northbodo, kreeg in een droom bezoek van Jeroen, die hem vertelde waar zijn graf was. Jeroen vroeg de jongen om hem op te graven en naar het klooster in Egmond te brengen. Aanvankelijk weigerde Northbodo, waarna zijn paarden waren verdwenen. Toen hij en zijn vrienden aan het zoeken waren, kwam Jeroen opnieuw langs. Hij vertelde hem waar de paarden waren en vroeg hem nogmaals of hij zijn botten naar Egmond wilde brengen. Ditmaal gehoorzaamde Northbodo.
De feestdag van Jeroen is op 17 augustus, volgens de overlevering zijn overlijdensdatum.
In Noordwijk zijn twee kerken naar Jeroen vernoemd: de protestantse Oude Jeroenskerk en de rooms-katholieke Sint-Jeroenskerk.  
Hij is misschien dezelfde persoon als Hiero/Iero (van Schotland) die in 885 door Vikingen werd vermoord tijdens een roofoverval in Nederland en die eveneens wordt herdacht op 17 augustus.